# Pinanga geonomiformis
Pinanga geonomiformis är en enhjärtbladig växtart som beskrevs av Odoardo Beccari. Pinanga geonomiformis ingår i släktet Pinanga och familjen Arecaceae. Inga underarter finns listade i Catalogue of Life.